# Kanton Breitenbach
Der Kanton Breitenbach war eine Verwaltungseinheit im Distrikt Hersfeld des Departements der Werra im napoleonischen Königreich Westphalen. Hauptort des Kantons und Sitz des Friedensgerichts war der Ort Breitenbach am Herzberg im heutigen Landkreis Hersfeld-Rotenburg. Der Kanton umfasste 13 Dörfer und Weiler, die vorher überwiegend zum Gericht Breitenbach gehörten, hatte 2.800 Einwohner und eine Fläche von 1,81 Quadratmeilen.
Zum Kanton gehörten die Orte:

- Breitenbach am Herzberg mit Gibcheshof
- Berfa
- Gehau mit Hof Huhnstadt und Burg Herzberg
- Hatterode mit Hohleiche
- Lingelbach
- Machtlos
- Niederjossa
- Oberjossa mit Hof Ottersbach